# ジョン・ステフェンセン
ジョン・ウィリアム・ステフェンセン（John William Steffensen、1982年8月30日 ‐ ）は、オーストラリア・パース出身の元陸上競技選手。専門は短距離走の400mで、44秒73の自己ベストを持つ。2004年アテネオリンピック男子4×400mリレーの銀メダリスト、2009年ベルリン世界選手権男子4×400mリレーの銅メダリストである。

## 経歴
南アフリカ移民の両親を持つ。
7歳の時に陸上競技を始め、かつては走幅跳に取り組んでいた。
2004年8月、アテネオリンピックの男子4×400mリレーで1走を務めて銀メダル獲得に貢献した。オリンピック4×400mリレーにおけるオーストラリアのメダル獲得は、1956年メルボルン大会の男子が銀メダルを獲得して以来、48年ぶり2度目だった。
2005年8月、ヘルシンキ世界選手権の男子400mで決勝に進出。この種目におけるオーストラリア勢の決勝進出は、1991年東京大会のMark Garner（英語版）以来、14年ぶり2人目だった。
2006年3月、コモンウェルスゲームズに出場。男子400m決勝を自身初の44秒台となる44秒73で制すると、1走を務めた男子4×400mリレーでも優勝に貢献し、大会2冠を達成した。
2009年8月、ベルリン世界選手権の男子4×400mリレーで1走を務め、この種目においてオーストラリア史上初のメダルとなる銅メダルを獲得した。

## 自己ベスト
記録欄の（　）内の数字は風速（m/s）で、-は向かい風を意味する。
| 種目 | 記録          | 年月日        | 場所       | 備考 |
| 屋外 | 屋外          | 屋外          | 屋外       | 屋外 |
| ---- | ------------- | ------------- | ---------- | ---- |
| 200m | 20秒79 (-0.4) | 2007年3月2日  | メルボルン |      |
| 400m | 44秒73        | 2006年3月22日 | メルボルン |      |

## 主要大会成績
| 年   | 大会                                 | 場所               | 種目    | 結果   | 記録            | 備考       |
| ---- | ------------------------------------ | ------------------ | ------- | ------ | --------------- | ---------- |
| 2003 | 世界選手権                           | パリ               | 4x400mR | 予選   | 3分02秒89 (1走) |            |
| 2004 | オリンピック                         | アテネ             | 4x400mR | 2位    | 3分00秒60 (1走) |            |
| 2005 | 世界選手権                           | ヘルシンキ         | 400m    | 8位    | 45秒46          |            |
| 2006 | コモンウェルスゲームズ (en)          | メルボルン         | 400m    | 優勝   | 44秒73          | 初の44秒台 |
| 2006 | コモンウェルスゲームズ (en)          | メルボルン         | 4x400mR | 優勝   | 3分00秒93 (1走) |            |
| 2007 | 世界選手権                           | 大阪               | 400m    | 準決勝 | 44秒95          |            |
| 2007 | ワールドアスレチック ファイナル (en) | シュトゥットガルト | 400m    | 5位    | 46秒16          |            |
| 2008 | オリンピック                         | 北京               | 4x400mR | 5位    | 3分00秒02 (2走) |            |
| 2009 | 世界選手権                           | ベルリン           | 400m    | 準決勝 | 45秒50          |            |
| 2009 | 世界選手権                           | ベルリン           | 4x400mR | 3位    | 3分00秒90 (1走) |            |
| 2012 | オリンピック                         | ロンドン           | 4x400mR | 予選   | 3分03秒17 (1走) |            |
| 2014 | コモンウェルスゲームズ (en)          | グラスゴー         | 4x400mR | 6位    | 3分04秒19 (4走) |            |